# Minneslunden i Ryvangen

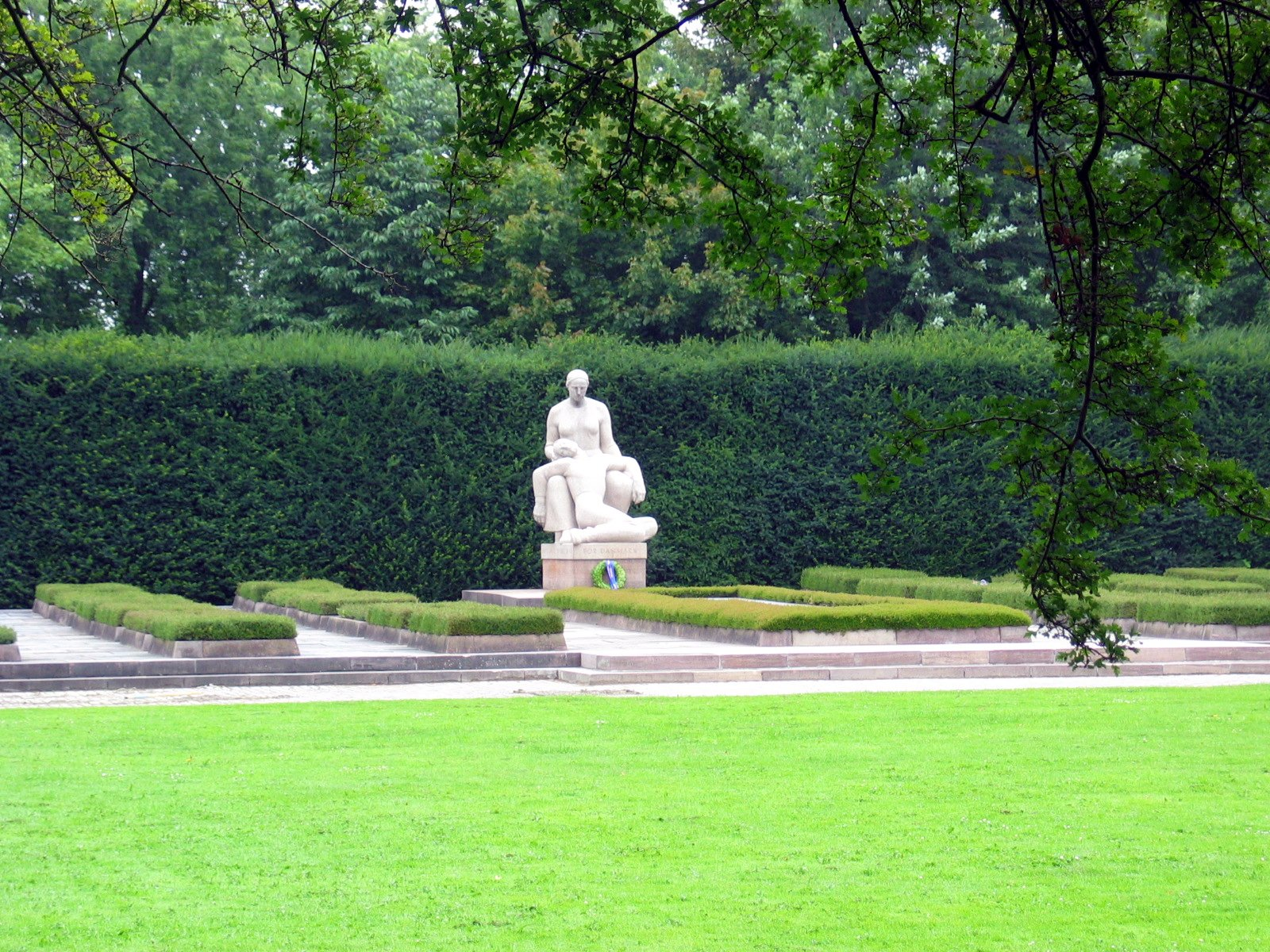
Gravplats.

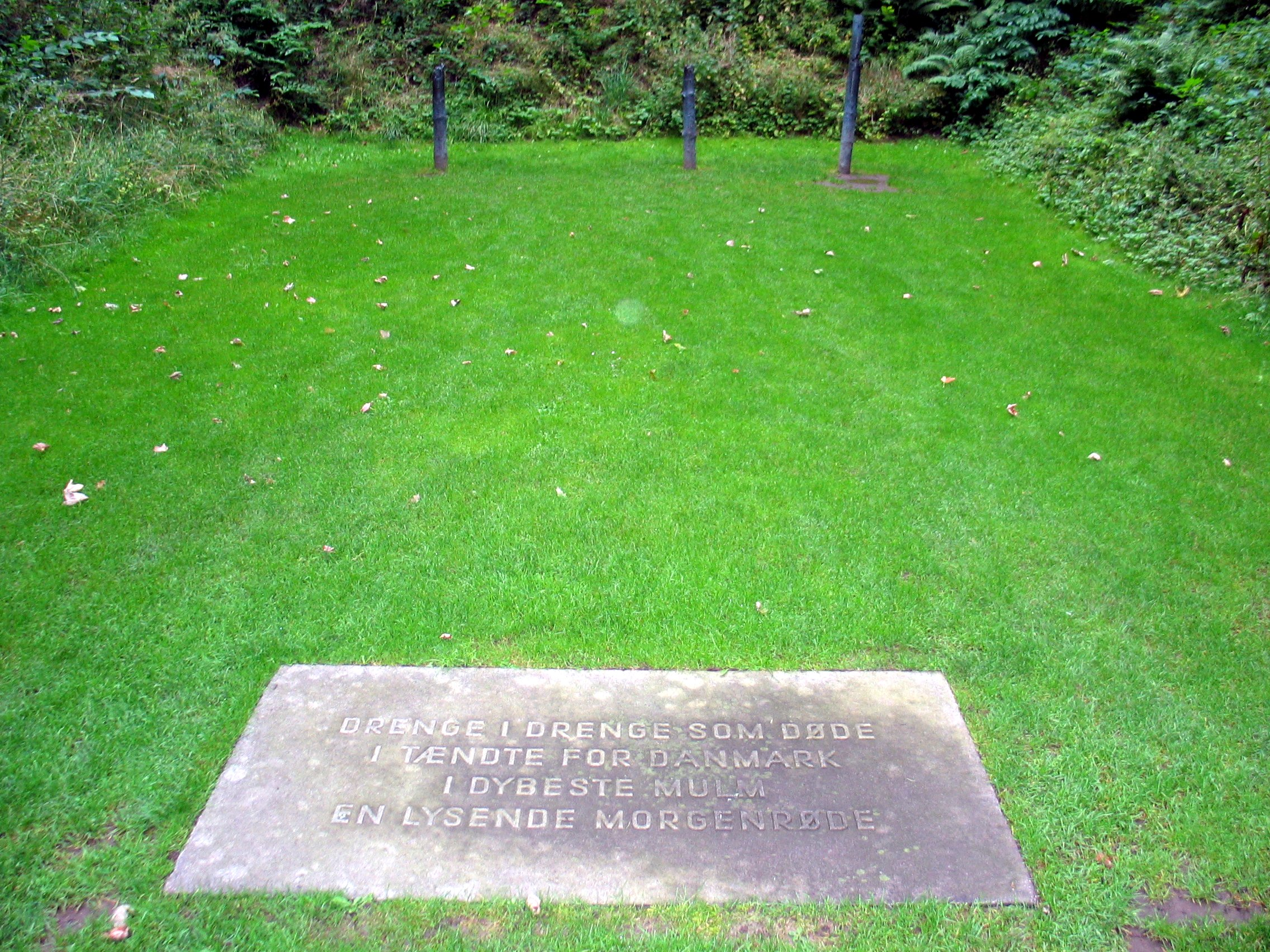
Avrättningsplats som idag markeras med en minnestavla med en vers av Kaj Munk.

Minneslunden i Ryvangen (danska: Mindelunden i Ryvangen) är en park på gränsen mellan Hellerup och Köpenhamn i Danmark, anlagd till minne av de medlemmar i den danska motståndsrörelsen som den tyska ockupationsmakten avrättade på denna plats under andra världskriget. De dömda bands vid pålar och avrättades sedan av en exekutionspluton. De avrättade var medlemmar i olika motståndsgrupper, exempelvis Hvidstengruppen och Holger Danske.
Efter befrielsen 1945 hittades 202 lik som tyskarna begravt på platsen.
Även kvarlevorna av 31 danskar som dog i tyska koncentrationsläger finns begravda här.
Verandan längs den östra gränsen av parken har 151 minnesstenar över motståndsmän vars kvarlevor aldrig hittats. 